# Intersexuation

Signe Mars et Vénus, utilisé comme symbole des personnes intersexes ou dyadiques trans.

Ne doit pas être confondu avec hermaphrodisme ou transidentité.
L'intersexuation, aussi appelée intersexualité,,, se définit selon l’ONU comme « une manière de décrire les caractères sexuels biologiques d’un individu, notamment ses organes génitaux, ses gonades, ses taux d’hormones et ses chromosomes » lorsque ces caractères ne correspondent pas aux définitions traditionnelles du sexe masculin ou féminin.
Les individus correspondants sont qualifiés d'intersexes,, ou d'intersexués. Dans l’espèce humaine, ils représenteraient hypothétiquement environ 1,7 % des naissances — avec une fourchette entre 0,05 et 4 % environ en fonction des sources et des études (voir infra),,,.
Sur le plan sociologique, il s'agit d'un terme générique couvrant un large éventail de conditions anatomiques sexuelles dérogeant aux systèmes d’identité de genre qui traditionnellement ignorent ou rejettent la non-binarité ; contrairement à certains systèmes traditionnels dont quelques cultures d’autochtones d'Amérique (l'intersexuation ne signifie cependant aucune identité de genre particulière, y compris non binaire ou trans). En ce sens, l’intersexuation se caractérise donc plus par sa signification sociale que par des causes ou des caractéristiques cliniques communes.
Sur le plan biologique, les variations afférentes peuvent se trouver aux niveaux génétique, chromosomique, anatomique, gonadique et/ou hormonal. Elles peuvent se manifester à divers degrés sur le plan physionomique. Par exemple, pour les espèces qui sont typiquement munies des traits correspondants, elle peut toucher l'apparence des organes génitaux externes ou internes, le fonctionnement des gonades, la distribution des graisses, la pilosité et la masse musculaire, ainsi que le développement mammaire et d'autres aspects du phénotype, en outre du génotype.
Même dans les espèces sexuées qui passent par une phase de reproduction impliquant une naissance, un examen clinique classique ne permet pas en général de déterminer l'absence d’intersexuation de l'individu. Dans le cas des humains notamment, les ambiguïtés génitales ne concernent qu'une minorité d'enfants intersexes, environ 1 sur 500.
À l'inverse d'une personne intersexe, on parle d'une personne dyadique quand elle naît avec des caractéristiques génotypiques et autres caractéristiques sexuelles typiquement mâles ou femelles.

## Terminologie

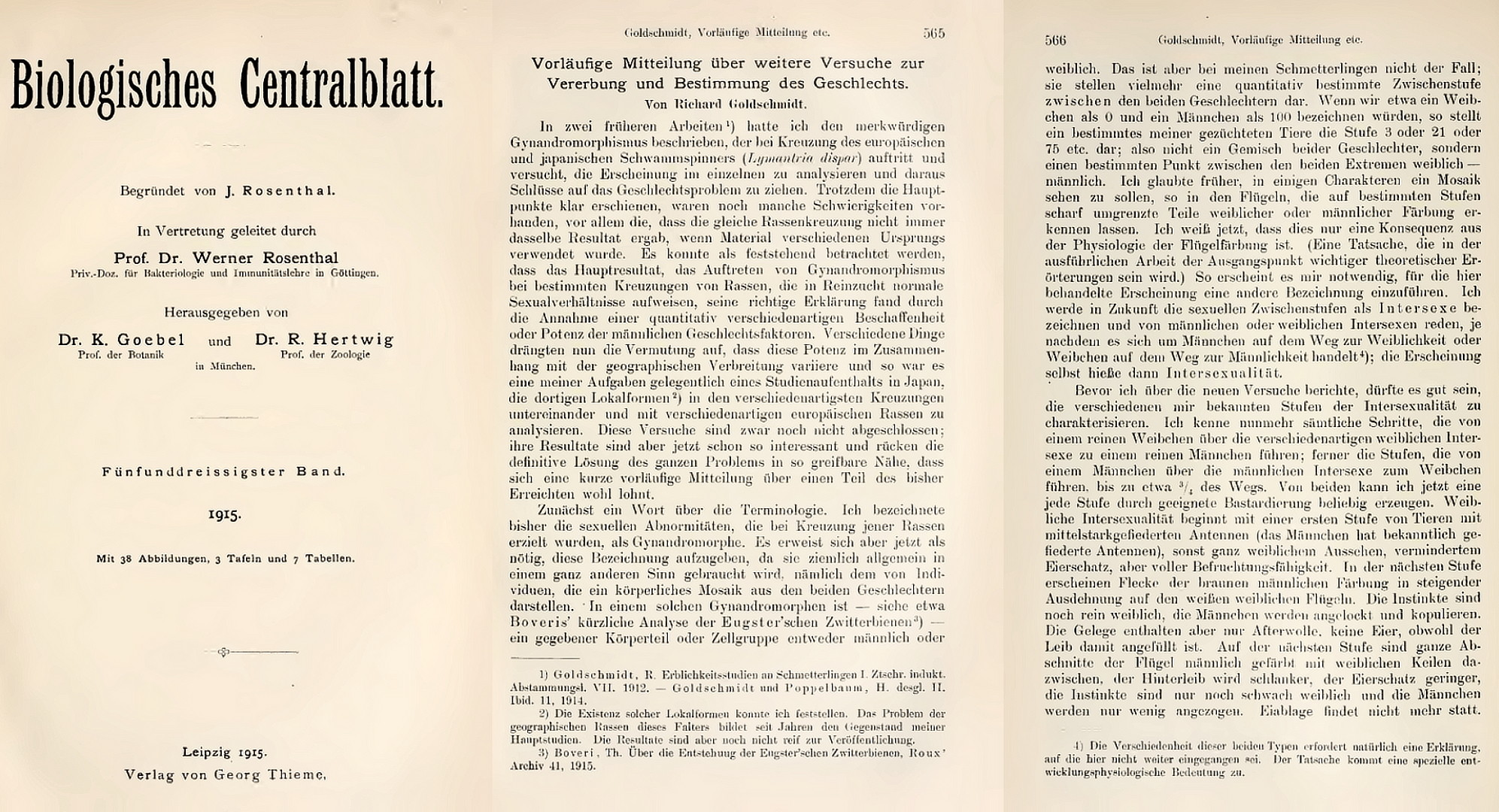
L'origine du terme « intersexe » (1915).

Vers la fin du XIXe siècle et dans la première moitié du XXe siècle, les médecins emploient le terme d'hermaphrodisme pour parler des enfants dont les organes génitaux externes ne correspondent pas aux normes attendues (ils sont qualifiés d'« ambigus à la naissance ») et élaborent un classement distinguant un « hermaphrodisme vrai » et des « pseudohermaphrodismes » masculin et féminin en se fondant sur l'observation des gonades. Les avancées de la médecine dans le courant du XXe siècle et le développement des études de genre ont provoqué la remise en cause à la fois du classement et de la terminologie qu'il utilise. L'intersexuation est encore parfois qualifiée d'hermaphrodisme dans le langage courant, mais ce terme ne fait plus consensus : les personnes intersexuées le jugent parfois inadapté et insultant, car il ne reflète pas la réalité biologique de leur condition et correspond à une représentation mythologique et exotique. En effet, Hermaphrodite est un personnage de la mythologie grecque, pourvu des organes sexuels à la fois mâles et femelles, tous deux pleinement fonctionnels, ce qui n'est pas le cas des personnes intersexuées.
Aux États-Unis, l'expression disorders of sex development (troubles du développement sexuel, expression abrégée en DSD) a été proposée en 2005 par un groupe connu par la suite sous le nom de « DSD Consortium », et qui réunissait des médecins, des universitaires, des membres de l'Intersex Society of North America et des associations de parents. L'expression de « disorders of sex development » permet de fragmenter les variations intersexes par syndromes et d'éviter l'usage unifié du terme « intersexe », qui commence à être réapproprié par les mouvements de personnes intersexes. Ce terme induisant cependant une pathologisation erronée a évolué vers « differences in sex development » à la suite de la réappropriation des termes par les communautés concernées et l'acceptation consensuelle par la communauté scientifique, malgré les retards socio-culturels que reprend le traitement médical dominant, du fait que la binarité des sexes ne représente pas l'ensemble des réalités biologiques.
Une partie des organisations de personnes intersexuées, comme l'Intersex Society of North America, acceptent cette nomenclature, mais d'autres la jugent tout aussi inadaptée, car sous-entendant que l'intersexuation est une pathologie, alors que le fait d'être intersexué n'entraîne pas nécessairement de problèmes de santé.
Les associations et une partie des chercheurs dans ce domaine préfèrent le terme « intersexuation » au mot « intersexualité », car le mot « sexualité », et certains de ses composés, sont parfois amalgamés ou confondus avec l’orientation sexuelle (et non juste l'ensemble de ce qui est relatif au sexe, qui est le premier sens du mot). Il en va de même pour les adjectifs « intersexué » et « intersexe », qui sont préférés à « intersexuel ».
Les termes « intersexué » et « intersexe » sont aujourd'hui utilisés de façon interchangeable en francophonie, bien qu'ils aient au départ un sens différent ; Janik Bastien-Charlebois proposait la distinction suivante :
personnes intersexuéespersonnes qui dérogent aux figures développementales normatives « mâle » et « femelle » créées par la médecine, et susceptibles d’être « corrigées » par celle-ci durant la tendre enfance ou à l’adolescence ;
personnes intersexespersonnes intersexuées ayant conscience de faire partie d’un groupe de personnes ayant subi la même invalidation médicale, adoptant une vision positive et non pathologisante de leur corps et affirmant une identité politique.
Cette distinction ne fait toutefois pas consensus au sein de la communauté scientifique dans la mesure où aucune étude (y compris de genre) n'attribue à la médecine la genèse de la distinction bi-catégorielle entre genres « mâle » et « femelle » comme le suggèrent les travaux précurseurs de Judith Butler sur le genre. Cette distinction, préexistante à la médecine, résulte d'un processus complexe à la fois évolutif sur le plan biologique et culturel sous l'effet de son objectivation sociale en tant que rapports d'identités construites. Toutefois, loin de la déstabiliser, la médecine contribue à cette distinction normative à travers sa conception clinique du genre qui repose sur la conformité fonctionnelle des systèmes physiologiques associés aux organes utiles à la reproduction. En effet, du point de vue de la médecine, l'intersexuation constatée n'entraîne pas nécessairement l'incapacité reproductive qui est considérée comme un dysfonctionnement sexuel. Ce dernier se dégage — contre toute logique hypothético-déductive que se donne la méthode clinique — du caractère anormal présenté par une anatomie différente de celles qui sont stéréotypiques à cette fonctionnalité. C'est donc en réalité l'identification des attributs d'une anatomie stéréotypiquement fonctionnelle qui travaille la définition du genre biologique que perpétue le corps médical bien qu'elle n'en soit pas à l'origine.
La plupart des parents d'enfants concernés par une condition intersexe (95 %) et les professionnels de la santé (80 %) préfèrent le terme troubles du développement sexuel (TDS). Cela reflète plus largement le fait que les normes médicales occupent une place importante dans les représentations de ces parents. Cependant, d'autres considèrent les TDS et en particulier le mot « trouble » comme médicalisant ou pathologisant,.
Le terme « intersexuation » est parfois associé à une identité non genrée (ni mâle ni femelle) et à un militantisme politique LGBT+,. Parmi les associations les plus connues, on peut notamment citer l'Organisation internationale des intersexués qui rassemble de nombreuses associations locales dans le monde. Le projet Intersexion vise à rassembler une carte des différentes organisations sur la planète.

## Sexe, genre et intersexuation

### Biologie
D’un point de vue biologique, il existe cinq critères pour identifier le sexe d’un individu à sa naissance : les chromosomes, les hormones, les gonades, les organes sexuels internes et les organes sexuels externes.
« Y a-t-il deux sexes, et seulement deux sexes dans l’espèce humaine ? », demande Colette Chiland.
Le développement prénatal est contrôlé par des facteurs génétiques et hormonaux. À la 7e semaine du développement prénatal, la gonade se différencie en testicule ou en ovaire. Le canal de Müller est à l'origine des voies génitales féminines et le canal de Wolff est à l'origine des voies génitales masculines.
La différenciation sexuelle est déterminée par les chromosomes X et Y, et en particulier par le gène SRY du chromosome Y. Des variations du développement de l'embryon peuvent conduire à des phénotypes qui sortent de la bicatégorisation mâle-femelle. Il est ainsi possible qu'un individu présentant des chromosomes XX développe un phénotype qui correspond aux normes du masculin. Inversement, un individu peut présenter la combinaison XY et présenter des caractères sexuels qui correspondent aux normes du féminin,. Le gène SRY peut apparaître sur le chromosome X, conduisant à un embryon XX, qui développe l'anatomie dite masculine et qui est assigné à la naissance garçon. Le gène SRY peut être manquant ou présenter une variation de fonctionnement, conduisant à un embryon XY qui ne développe pas de pénis long et qui est assigné à la naissance fille. Ce phénomène déclenche une forte tension dans le tournant médical vers l'abolition prénatale de l'existence intersexe.
Il existe des variations où l'un des chromosomes sexuels est en double voire en triple ou plus, par exemple, le syndrome 47,XYY et le syndrome de Klinefelter. Le syndrome de Klinefelter est un phénomène qui affecte les personnes assignées garçons ayant un chromosome X supplémentaire (XXY au lieu de XY), présentant une grande variabilité d'expression avec un signe constant, l'infertilité. À l'adolescence, ils peuvent avoir une poussée mammaire, un corps plus grand que la moyenne, peu musclé et aussi avoir des organes génitaux peu développés. Parfois, seulement une certaine proportion des cellules de l'individu sont affectées par une variation atypique des chromosomes sexuels ; on parle alors de chromosomes sexuels « en mosaïque ».
D'autres variations ne sont pas liées aux chromosomes sexuels : l'insensibilité complète ou partielle aux androgènes chez les personnes XY, l'hyperplasie congénitale des surrénales, les hypospadias, l'absence de vagin ou d'utérus chez les personnes XX, ou encore les taux d'hormones atypiques comme c'est le cas dans le syndrome des ovaires polykystiques (SOPK), qui peuvent entraîner des caractères sexuels secondaires atypiques (des personnes XX présentant une pilosité faciale importante, ou des personnes XY qui présentent une poussée mammaire).
Pour ce qui est des autres animaux, diverses espèces changent de sexe au cours de leur vie, sans changement chromosomique. Chez une espèce anisogame donnée, on appelle tout d'abord « femelles » les individus produisant les gamètes les plus gros (ovules) et on appelle « mâles » les individus produisant les gamètes les plus petits (spermatozoïdes). Pour les individus ne produisant pas de gamètes, par exemple en cas de trouble du développement sexuel, Alex Byrne, professeur de philosophie au MIT, suggère qu'une classification binaire en mâles et femelles reste possible, en définissant comme « femelles » les individus ayant parcouru une certaine distance sur la voie du développement de la production de gamètes de grande taille, et inversement pour les « mâles ».

### Critères de définition du genre
L'intersexuation met en jeu la définition même du sexe, et, indirectement, celle du genre. Dans la plupart des sociétés, les individus sont répartis en deux catégories, les hommes et les femmes, notamment selon l'observation des organes génitaux externes à la naissance.
Cependant, les dernières avancées de la biologie montreraient, pour certains chercheurs, qu'il est beaucoup plus difficile de définir scientifiquement ce qu'est le sexe. Pour ces chercheurs, il n'y aurait pas de critère unique et « naturel » qui permettrait de définir clairement le sexe d'un individu, mais plusieurs caractéristiques de différents types, relevant de plusieurs approches : l'anatomie des organes génitaux externes et internes (la présence d'un pénis, d'un vagin, d'un utérus, le positionnement de l'urètre), les gonades (le fait de posséder des testicules externes ou internes, ou des ovaires, ou des gonades mixtes), les hormones (le fait qu'un organisme produise des taux plus importants de testostérone ou d'œstrogène), ou encore la génétique (le fait qu'un individu possède, dans son ADN, une paire de chromosomes XY ou XX ou une autre combinaison encore). Il existe donc plusieurs systèmes de détermination sexuelle : « ce que de nombreux travaux scientifiques semblent démontrer aujourd'hui, c'est bien que le sexe représente un ensemble de données et non un seul élément permettant de considérer qu'on est soit mâle soit femelle ».
Les travaux de la biologiste et théoricienne du féminisme Anne Fausto-Sterling sont, à ce titre, importants et ont aidé les personnes intersexes à gagner en visibilité.
Depuis quelques années[Quand ?], certains universitaires ont proposé une nouvelle approche, fondée sur des éléments sociologiques et non biologiques, les « études de genre » (gender studies en anglais), pour laquelle la bi-catégorisation des individus en hommes et en femmes n'est pas la simple reconnaissance d'une réalité naturelle évidente, mais le résultat d'une construction sociale susceptible de varier d'une société à l'autre et au cours de l'histoire. Autrement dit, ce seraient des critères sociaux, et non biologiques, qui présideraient à la classification des individus selon une dichotomie hommes/femmes : si l'on définit le genre non comme le « sexe social » d'une personne mais comme le principe de division qui institue deux sexes au sein d'une société, on peut dire que le genre précède le sexe, au sens où il élabore les critères qui permettent de ramener une multiplicité de caractéristiques sexuelles à deux catégories bien distinctes. Ce sont ces catégories que les caractéristiques sexuelles atypiques des individus intersexes viennent remettre en cause.
Les questions transgenres et intersexes, tout en étant des questions différentes, peuvent se recouper, car elles peuvent toutes deux défier les définitions rigides du sexe et du genre. Alors que pour certains l'existence même de l'intersexuation semble suffire à remettre en cause le principe de la bipolarité sociale des sexes, les personnes intersexuées elles-mêmes s'identifient parfois comme hommes ou femmes ; d'autres se considèrent comme hors de la bi-catégorisation courante et se définissent comme non binaires.
Des groupes conservateurs, comme l'American College of Pediatricians (distinct de l'Académie américaine de pédiatrie), considèrent en revanche que les cas d'intersexuation sont des exceptions qui ne remettraient pas en cause la binarité car ils seraient extrêmement rares et pourraient être assimilés à des déviations médicalement identifiables de la « norme sexuelle binaire humaine ».

## Prise en charge médicale
Avant le XXe siècle, il n'y avait pas de prise en charge médicale de l'intersexuation.
En 1955, John Money et ses collègues proposent des lignes directrices qui, au cours des 40 à 50 années suivantes, ont dominé l'approche médicale à l'égard des enfants intersexes. Ces lignes directrices étaient fondées sur la croyance que les enfants naissent « psychosexuellement neutres » et qu'ils pouvaient être « dirigés » vers un genre dans leur enfance. Les nouveau-nés aux « organes génitaux ambigus » sont alors généralement traités comme des urgences médicales et opérés en fonction de différents critères pour lever l’ambiguïté sexuelle (fertilité future, fonction endocrine et développement pubertal). La médecine considère alors l'intersexuation comme une anomalie qu'il est nécessaire de corriger. Selon des études sur le genre, les critères utilisés par les médecins pour déterminer le seuil d'anormalité anatomique des individus sont marqués par des critères sociaux sur le sexe et pas nécessairement par la seule préoccupation de la santé ou du bien-être des personnes concernées, car la plupart des variations intersexes ne constituent pas des problèmes de santé mettant en danger la vie des personnes concernées. Pour certaines personnes, les critères sont donc sociaux et non médicaux.
Certaines organisations de personnes intersexes dénoncent les opérations de réassignation comme des violences inacceptables et en réclament l'arrêt, au profit d'une approche centrée sur les droits humains, notamment le droit à l'intégrité physique et sexuelle. Elles plaident pour l'arrêt de toutes les modifications de caractéristique sexuelles qui ne sont ni nécessaires médicalement ni désirées par les personnes elles-mêmes.
Dans les années 1990, les méthodes introduites par Money sont de plus en plus contestées. L'affaire dite John/Joan se révèle décisive. Dans ce cas, un de deux jumeaux garçons avec des organes génitaux non ambigus ayant souffert de brûlures graves au pénis durant un traitement chirurgical sans rapport avec un traitement de l'intersexuation, subit une ablation du reste de son pénis sous les conseils de Money vers l'âge de 20 mois. Après sa réaffectation en tant que fille, Money a demandé à la famille de le nommer et de le traiter comme une femme. Bien que cette expérience ait d'abord été présentée comme une réussite, Joan a par la suite développé d'énormes difficultés jusqu'à rejeter finalement son nom féminin et subir une chirurgie de reconstruction du pénis. Additionnellement, les professionnels de la santé ont commencé à s'interroger sur la nécessité d'une chirurgie précoce.
Après avoir assisté en 1999 à Dallas à un congrès qui remettait en cause les interventions chirurgicales d'assignation de genre sur des nourrissons, Blaise Meyrat, chirurgien pédiatrique vaudois (Suisse), cessa d'en pratiquer et se mit à mobiliser ses collègues. Il tenait à demander l'avis des personnes concernées, pour une question d'éthique. Ses idées se sont diffusées dans la francophonie sous le nom de "moratoire lausannois". En 2019 et 2020, Cynthia Kraus, philosophe, participe à un cours pluridisciplinaire de l'université de Lausanne sur la chirurgie pédiatrique.
Une déclaration du Consensus de Chicago de 2005 a donc noté que la chirurgie esthétique n'était pas urgente, tout en recommandant l'attribution rapide du sexe sur la base d'une communication ouverte entre une équipe multidisciplinaire et la famille du bébé. Une étude de 2016 suggère cependant qu'il y a peu de preuves de changements dans les pratiques de chirurgie infantile pour les organes génitaux ambigus depuis 2005.

## Histoire
Selon Anne Fausto-Sterling, autrice de Corps en tous genres (2000), l'intersexuation a une histoire ancienne. Dans l'Antiquité, on parle essentiellement d'hermaphrodisme.

### Antiquité

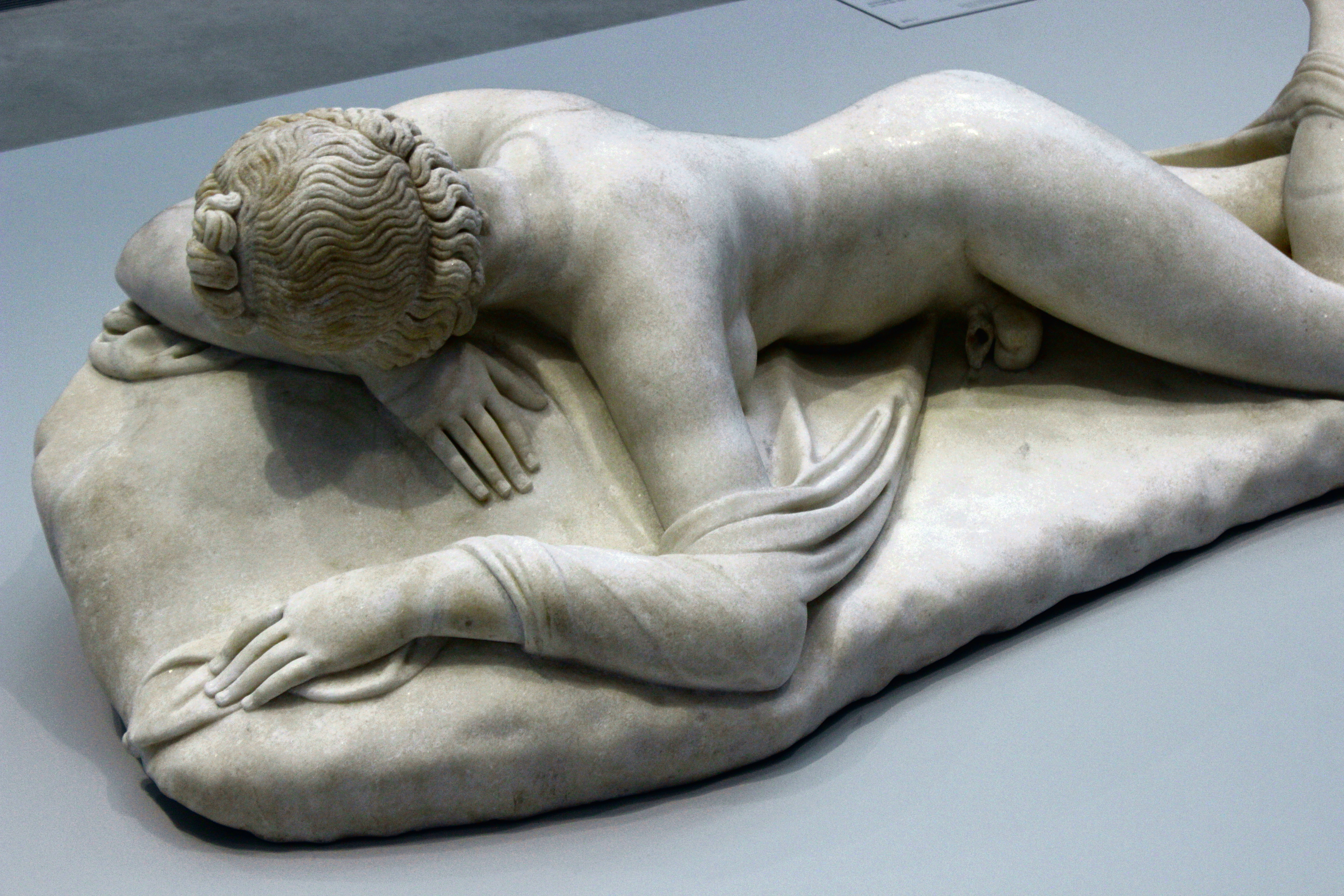
Hermaphrodite, fils d'Hermès et d'Aphrodite. Sculpture (130-150 après J.-C.), d'après Polyclès. Louvre-Lens (2013)

Plusieurs cas sont rapportés par les auteurs antiques en Grèce ou à Rome de personnes assignées au sexe féminin et éduquées comme des filles, avant qu'à la puberté elles ne développent des organes génitaux masculins. Elles sont alors considérées comme des garçons, changent de prénom et endossent les rôles associés aux hommes. Sandra Boehringer explique ces cas par une "malformation" génitale à la naissance. Les hormones à la puberté conduisent à une croissance des organes sexuels de ces personnes. Ces cas sont toujours des « garçons » qui sont considérés initialement des « filles » : dans la société romaine, l'absence de pénis conduit les parents à déclarer leur enfant de sexe féminin, qui représente le sexe par défaut. Cette assignation sexuelle repose sur l'observation des organes génitaux.

### Corée
En Corée, les Annales de la dynastie Joseon mentionnent deux personnes intersexes, ayant vécu aux XVe et XVIe siècles. La première, Sa Bangji, est connue pour avoir été au centre d'un scandale sexuel. La seconde, Im Seong-gu, accusée de déranger la société, est condamnée à l'exil en 1548 — la peine de mort a été requise.

### Quelques éléments de l'histoire récente des personnes intersexuées
- 1993 : constitution du premier groupe de défense des droits des personnes intersexuées et premières attaques des organisations intersexuées contre un congrès mondial de pédiatrie.
- 1997 : publication de l'article de Milton Diamond (en coopération avec le Dr H. Keith Sigmundson psychiatre du cas étudié) tendant à prouver que les articles de John Money se basant sur le cas John/Joan sont erronés (au niveau de la méthode dite de 'réassignation' et des interventions pratiquées)[64].
- 1997 : description vulgarisée du même cas dans Rolling Stone[65].
- 5 mai 2005-2006 : première reconnaissance officielle par la commission des droits humains de la ville de San Francisco, du fait que les opérations sur des nouveau-nés intersexués sont des atteintes à leurs droits humains fondamentaux. Cette reconnaissance a donné lieu à un rapport officiel[66].
- 2006 : le recensement national australien autorise les personnes intersexuées qui le désirent à s'identifier en tant que personnes « androgynes » (et pas uniquement en tant qu'homme ou femme).L'athlète sud-africaine Caster Semenya (ici en 2010) est un exemple connu de personne intersexe.

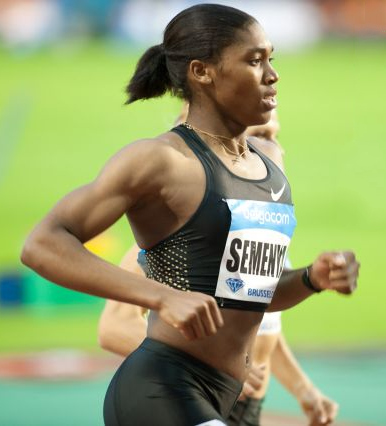
L'athlète sud-africaine Caster Semenya (ici en 2010) est un exemple connu de personne intersexe.

- 2010 : après un an de tests et de procédures, l'Association internationale des fédérations d'athlétisme annonce que l'athlète intersexuée Caster Semenya, championne du monde sur 800 mètres en 2009, est à nouveau autorisée à concourir dans les compétitions féminines mais elle est contrainte de suivre un traitement pour faire baisser son niveau naturel de testostérone.
- 2013 : l'Allemagne autorise la déclaration indéterminé pour le sexe des nouveau-nés à l'état-civil[67].
- 2015 : à Malte, la loi Gender Identity, Gender Expression and Sex Characteristics, « interdit explicitement les traitements et/ou interventions chirurgicales d’attribution de sexe qui peuvent être réalisés plus tard, au moment où la personne peut donner son consentement éclairé, sauf circonstances exceptionnelles ».[68]
- 2015 : un jugement du Tribunal de grande instance de Tours, frappé d'appel, permet à une personne intersexuée d'obtenir que la mention sexe neutre soit indiquée sur son état civil[69].
- 2015 : l'Agence des droits fondamentaux de l'Union Européenne (FRA) présente dans FRA Focus une étude intitulée Les droits des personnes intersexuées, Étude de l’Agence des droits fondamentaux de l’Union européenne[70].
- 2015 : le Conseil de l'Europe produit un document thématique intitulé Droits de l'Homme et personnes intersexes[71] avec un communiqué déclarant que « L’Europe néglige le droit à l’autodétermination et à l’intégrité physique des personnes intersexes »[72].
- 2017 : le Défenseur des Droits produit un avis[73] qui recommande la mise en place d'un « principe de précaution » ainsi que la création d'un fonds d'indemnisation pour la réparation des préjudices subis par les personnes intersexes.
- 2017 : la délégation aux droits des femmes du Sénat français publie un rapport intitulé Variations du développement sexuel : lever un tabou, lutter contre la stigmatisation et les exclusions[74] préconise « trois axes principaux : renforcer le respect du droit à l'intégrité physique et à la vie privée des personnes concernées par les variations du développement sexuel ; améliorer leur prise en charge médicale et psychologique et l'accompagnement des familles ; favoriser leur reconnaissance dans notre société pour lutter contre les tabous et les préserver de l'exclusion et de la stigmatisation. » et en particulier de remplacer les termes francophones « troubles/désordres du développement sexuel » par « variations du développement sexuel »[74].
- 2017 : Amnesty International produit une campagne[75], autour d'un nouveau rapport[76], intitulé D’abord, ne pas nuire : il faut garantir les droits des enfants nés intersexués.
- 2017 : l'ONG Human Rights Watch et l'organisation intersexe InterAct publient un rapport intitulé “I Want to Be Like Nature Made Me” | Medically Unnecessary Surgeries on Intersex Children in the US[77].
- 2017 : l'Assemblée parlementaire du Conseil de l'Europe produit la résolution 2191 (2017) Promouvoir les droits humains et éliminer les discriminations à l’égard des personnes intersexes[78] comprenant une série de recommandations et appelant notamment les états membres à interdire les mutilations des enfants intersexes.
- 2022 : Mö, personne française de 44 ans est la première personne intersexe au monde à porter plainte pour mutilations auprès de la CEDH[79]. Sa plainte est jugée irrecevable pour des questions techniques de procédure. Cependant, la décision semble augurer des évolutions positives à venir, puisque la cour européenne reconnaît le caractère illégal des stérilisations « sans finalités thérapeutiques », jugées « incompatibles » avec « le respect de la liberté et de la dignité »[80].

## Associations de personnes intersexes

Drapeau de la fierté intersexe, créé en 2013 par Intersex International Australia.

### Création
À partir des années 1990 ont été créées des organisations de personnes intersexes. La première du genre est l’Intersex Society of North America, créée en 1993 aux États-Unis par Cheryl Chase (en), une personne intersexe, qui a annoncé la création de l'ISNA dans un courrier des lecteurs en réponse à l'article novateur d'Anne Fausto-Sterling « Les Cinq Sexes » (titre original : « The Five Sexes »), publié dans la revue The Sciences en mars-avril 1993.
La première action militante à faire connaître les revendications des personnes intersexes a pris la forme d'une manifestation organisée à Boston le 26 octobre 1996 face au congrès annuel de l’American Academy of Pediatrics. Une journée annuelle de sensibilisation aux droits des personnes intersexuées, l’Intersex Awareness Day, a été créée par la suite et est célébrée tous les ans à cette date (et tout au long du mois d'octobre).

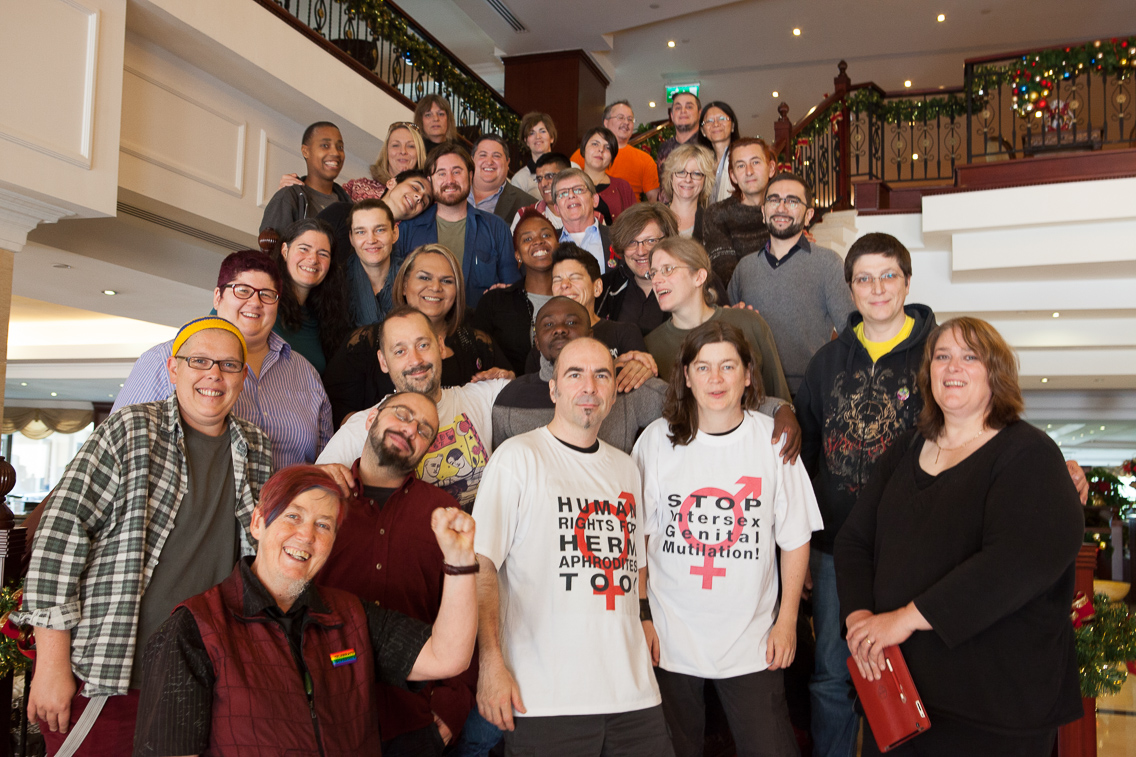
Participants au troisième forum international sur l'intersexualité qui s'est tenu à Malte en décembre 2013.

La plus importante des organisations d'intersexués, l'Organisation internationale des intersexués, a été créée en 2003 en réaction aux positions de l'ISNA qui penchait pour une approche pathologisante de l'intersexuation, et pour faciliter les échanges entre les associations des différents pays du monde ; elle est notamment représentée en Europe par l'OII Europe. En août 2006 à Paris s'est tenue la première université d’été des intersexes et intergenres d’Europe, qui a regroupé des universitaires et des personnes du milieu associatif.
En France, le Collectif intersexe activiste (alors Collectif intersexes et allié.e.s) créé le 8 novembre 2016, se revendique être aujourd'hui la seule organisation française par et pour les personnes intersexes (et alliées). Son approche s'inscrit dans celle de l'OII-Francophonie et dans celle de l'OII-Europe, contre la pathologisation et pour l'autodétermination,.
En Suisse, l'association InterAction Suisse, s'engage pour les droits des personnes intersexes.
En Belgique, l'association Intersex Belgium est très active. Son président est régulièrement invité au conseil des Nations Unies pour parler de la cause.

### Revendications

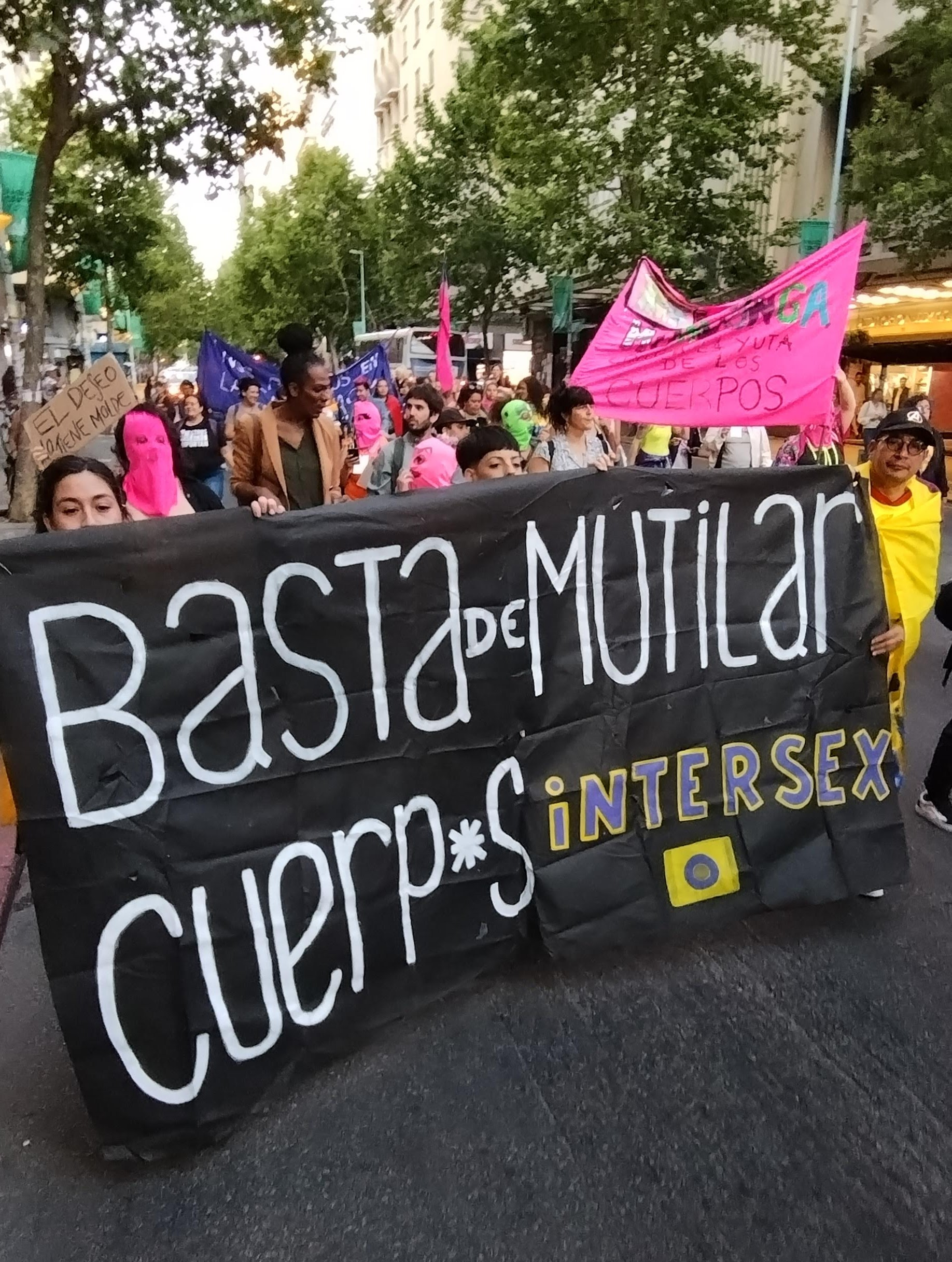
Des militants portent une bannière contre la mutilation génitale des personnes intersexes lors d'une marche à Montevideo, Uruguay. Décembre 2022.

Les revendications des militants pour les droits des personnes intersexuées aboutissent progressivement à une reconnaissance des violences dont elles sont victimes. La Conférence internationale sur les droits humains des LGBT, qui se tient à Montréal en juillet 2006 au cours des premiers Outgames mondiaux, aboutit à la rédaction de la Déclaration de Montréal sur les droits humains des LGBT, qui attire notamment l'attention sur les violences subies par les personnes intersexuées : « Les personnes se déclarant intersexuées confrontent une forme particulière de violence : la mutilation des organes génitaux provoquée par des chirurgies post-natales inutiles afin qu'elles deviennent conformes au modèle binaire traditionnel des caractéristiques sexuelles. » Cette déclaration est suivie, un an plus tard, des Principes de Yogyakarta, présentés devant le Conseil des droits de l'homme des Nations unies le 26 mars 2007, et qui appellent à l'application des droits humains des personnes LGBT et intersexuées : le Principe 18, « Protection contre les abus médicaux », dispose que :

« Nul ne peut être forcé de subir une quelconque forme de traitement, de protocole ou de test médical ou psychologique, ou d’être enfermé dans un établissement médical, en raison de son orientation sexuelle ou de son identité de genre. En dépit de toute classification allant dans le sens contraire, l’orientation sexuelle et l’identité de genre d’une personne ne sont pas en soi des maladies et ne doivent pas être traitées, soignées ou supprimées. »

En 2008, l'auto-dissolution de l’Intersex Society of North America est en partie due au fait que ses objectifs premiers aux États-Unis ont été atteints : les revendications des intersexués favorables à une approche médicale sont prises en compte et des accompagnements individualisés commencent à se mettre en place. D'autre part, la structure, très marquée par ses origines militantes, n'est plus adaptée à une coopération quotidienne avec les professionnels de la santé et les proches de personnes intersexuées. L'ISNA prolonge son action par l'intermédiaire d'une nouvelle structure, l'Accord Alliance, fondée en mars 2008, qui se consacre spécifiquement à l'accompagnement des personnes intersexuées et aux relations entre elles et le monde médical.
En 2008 paraît en France le volume 27 de la revue Nouvelles Questions féministes, consacré aux questions intersexes, sous le titre À qui appartiennent nos corps ? Féminisme et luttes intersexes.
Le 1er décembre 2013, le Troisième Forum International Intersexe produit la Déclaration de Malte, qui établit une liste de revendications consensuelles entre 30 organisations intersexes dans le monde, dans le but de « mettre fin aux discriminations contre les personnes intersexes et à assurer le droit à l’intégrité corporelle, à l’autonomie physique, et à l’auto-détermination ». Une série d'autres rencontres internationales produisent des déclarations qui vont dans le même sens : la Déclaration de Riga en 2014, la Déclaration de Vienne en 2017, et la Déclaration de Darlington également en 2017,.
En 2014, au Canada (province de Québec, district judiciaire de Montréal), le Centre de lutte contre l'oppression des genres a amorcé un recours judiciaire visant notamment à faire déclarer certains articles du Code civil du Québec contraires aux droits fondamentaux mentionnés dans la Charte canadienne des droits et libertés et la Charte des droits et libertés de la personne. Le Centre demande notamment à la Cour supérieure du Québec de déclarer que la législation (articles 111, 115 et 116 Code civil du Québec) doit être interprétée (ou modifiée) de façon que la mention du sexe dans l'acte de naissance soit optionnelle. Le recours, qui touche autant aux réalités trans qu'aux réalités intersexes, porte le numéro de cour 500-17-082257-141. Selon l'échéancier en vigueur en date du 25 juin 2015, les parties doivent présenter leur demande pour une date d'audition au plus tard le 23 octobre 2015,. Le Centre a déposé quelques rapports d'expertise dont un du Dr Shuvo Ghosh, pédiatre, portant entre autres sur les réalités intersexes.
La Loi 103 du Québec, qui permet aux jeunes de changer le sexe qui apparaît sur l'acte de naissance dès l'âge de 14 ans, a été adoptée à l'Assemblée nationale le 10 juin 2016. En janvier 2019, le gouvernement du Québec se montre disposé à retirer la mention du sexe sur les actes de naissance des gens qui en font la demande.
En 2016 est lancé en Europe le projet InterVisibilily par l'OII-Europe, qui se veut un site web en 27 langues d'information sur les réalités intersexes.

## Impacts psychologiques
L'intersexuation n’est pas une condition qui se limite à des caractéristiques physiologiques. Elle peut aussi avoir un impact psychologique considérable sur les individus intersexes et sur leur famille. En effet, les personnes intersexes peuvent présenter plusieurs traumatismes envers la chirurgie qui est effectuée dans la plupart des cas quelques jours après la naissance. Un impact peut aussi être lié aux obligations qui suivent les chirurgies (par exemple les dilatations du vagin, nécessaires pour les vaginoplasties). Cette procédure apporte de grands impacts psychologiques puisqu’elle n’aide pas à confirmer l’appartenance de la personne intersexe au genre qui a été choisi et apposé par la chirurgie après la naissance, puisqu’ils doivent faire des suivis médicaux qui n’ont pas à être effectués par une personne non intersexuée. Au-delà de la chirurgie, un impact peut aussi être détecté au sein des relations entre les personnes intersexes et leur entourage n’étant pas atteint par cette condition. Par exemple, une dysphorie peut se développer auprès des personnes intersexes puisque ceux-ci peuvent ne pas s’identifier entièrement au sexe qui a été choisi au moment de l’opération. Ce phénomène peut donc créer un problème d’organisation et un problème avec la création des liens, [DS1] ce qui peut également créer une honte auprès des personnes atteintes de cette condition puisqu’elle est peu comprise. Une conséquence est également causée par les activistes intersexués qui partagent leurs expériences personnelles sans nécessairement apporter des données basées sur des recherches déjà proposées.
L’impact sur les parents et la famille n’est pas moindre. Un choix difficile doit être fait par le parent dès la naissance de l’enfant. Le parent doit décider du sexe de l’enfant. Ce choix est difficile le parent doit faire ce choix sans connaître les caractéristiques de l’enfant ni son désir. Ce choix crée donc une énorme charge mentale pour les parents puisque dans le futur, si l’enfant ne s’identifie pas au genre choisi par le parent ou qu’il vit un problème avec l'acceptation de cette condition, le parent pourrait sentir une sorte de remords face à son choix. Il y a aussi un danger face au sentiment du parent puisque s’il démontre un semblant de honte ou d’inconfort face à l’identité sexuelle de son enfant, l’enfant pourrait développer un malaise identitaire et perdre le sentiment de confiance partagé avec le parent.

## Reconnaissance juridique
Les revendications des associations intersexes n'incluent pas la reconnaissance légale d'un troisième sexe,, considérant que cette mesure aggrave le risque de stigmatisation, entrave le droit à l'auto-détermination et entretient la confusion entre caractéristiques sexuelles et identité de genre, alors que les personnes intersexes ne sont pas nécessairement non binaires.
Plusieurs pays, dont l'Allemagne, l'Australie, la Nouvelle-Zélande, l'Inde ou le Népal reconnaissent un troisième sexe ou genre, appelé sexe neutre ou intersexe.

### Afrique du Sud
Après l’Australie et le Népal, l'Afrique du Sud envisage aussi de reconnaître un « troisième sexe », neutre ou indéterminé.

### Allemagne
L'Allemagne est le premier pays européen à avoir reconnu un troisième sexe sur les registres de naissance avant l'année 2018, ce qui permet aux personnes intersexes de choisir la mention de leur sexe au cours de leur vie, ou de la laisser non indiquée.

### France
Le 20 août 2015, un juge des affaires familiales du tribunal de grande instance de Tours a accédé à la demande d'une personne (Jean-Pierre Denis, psychothérapeute) souhaitant voir reconnaître à l'état civil son « sexe neutre », décision ensuite invalidée par la cour d’appel d'Orléans en mars 2016 et par la Cour de cassation le 4 mai 2017. L'affaire est portée devant la Cour européenne des droits de l'homme (CEDH). Le 31 janvier 2023, cette dernière confirme les décisions de la justice française, en notant:
- « la discordance entre l’identité biologique du requérant et son identité juridique, est de nature à provoquer chez lui souffrance et anxiété. » (paragraphe 83)
- « que la reconnaissance par le juge d’un « sexe neutre » aurait des répercussions profondes sur les règles du droit français construites à partir de la binarité des sexes et impliquerait de nombreuses modifications législatives de coordination. » (paragraphe 87)
- « laisser à l’État défendeur [la France] le soin de déterminer à quel rythme et jusqu’à quel point il convient de répondre aux demandes des personnes intersexuées, [...] en tenant dûment compte [...] de l’inadéquation entre le cadre juridique et leur réalité biologique » (paragraphe 91)

Le plaignant et son avocate réfléchissent alors à un tout dernier recours en saisissant la Haute Chambre de la Cour.
Un rapport de la délégation aux droits des femmes du Sénat, publié le 7 mars 2017, souligne, à propos des opérations de réassignation sexuelle subies par les enfants nés intersexes, « leurs conséquences dramatiques et douloureuses » mais estime que la reconnaissance d'un « sexe neutre » soulèverait actuellement de trop nombreux défis juridiques. Ce même rapport rappelait toutefois la mise en cause de la France par le Comité des droits de l'enfant et le Comité contre la torture de l'Organisation des Nations unies (ONU), qui lui reprochaient des « atteintes au droit à l’autodétermination des personnes ».
La DILCRAH a émis dans son Plan de mobilisation contre la haine et les discriminations anti-LGBT la recommandation suivante :

« Arrêter les opérations et mutilations sur les enfants intersexes. La France a été condamnée à trois reprises en 2016 sur cette question par l’ONU, : en janvier par le Comité des droits de l’enfant, en mai par le Comité contre la torture, et en juillet par le Comité pour l'élimination de la discrimination à l'égard des femmes. Lorsqu’elles ne sont pas impératives pour raisons médicales, ces opérations sont des mutilations et doivent cesser. »

Le 22 mai 2018, la Commission nationale consultative des droits de l'homme publie son avis intitulé Agir contre les maltraitances dans le système de santé : une nécessité pour respecter les droits fondamentaux dans lequel elle qualifie les actes médicaux réalisés sur des personnes mineures intersexes de « traitements inhumains et dégradants » et de « mutilation sexuelle » et indique que ces pratiques « entraînent de lourdes conséquences à vie pour les patients et de nombreuses complications » et que « ces actes chirurgicaux sont réalisés alors même que la HAS constate la fréquence de complications postopératoires des chirurgies génitales ».
Elle souligne aussi que « de telles opérations se font au mépris du consentement de la personne » et « sans tenir compte des normes internationales de protection de l’enfant, du respect de son intégrité physique, et des recommandations de l’ONU (Comité des droits de l’enfant, Comité contre la torture, Comité pour l’élimination de la discrimination à l’égard des femmes, 2016) et de l’Assemblée du Conseil de l’Europe (résolution 2191, 201754) ».
Le 28 juin 2018, le Conseil d'État publie son Étude à la demande du Premier ministre intitulée Révision de la loi de bioéthique : quelles options pour demain ? qui prend position en faveur des droits des personnes intersexes : « Lorsque l’intervention est justifiée par le souci de conformer l’apparence esthétique des organes génitaux aux représentations du masculin et du féminin afin de favoriser le développement psychologique et social de l’enfant (…) il convient d’attendre que le mineur soit en état de participer à la décision, pour qu’il apprécie lui-même si la souffrance liée à sa lésion justifie l’acte envisagé ».
Vers la fin de la XVe législature, plusieurs amendements visant à interdire les mutilations génitales non consenties sur les personnes intersexes, sont déposés par des parlementaires au cours d'examens de projets ou de propositions de loi, mais rejetés. Le 1er août 2020, l'Assemblée nationale rejette un amendement au projet de loi bioéthique, déposé par le député ex-LREM Guillaume Chiche,. Le 21 janvier 2021, l'Assemblée nationale adopte, en commission spéciale, un amendement au projet de loi confortant le respect des principes de la République (dite « loi séparatisme »), déposé par le député LREM Raphaël Gérard, proposant de bannir les « interventions chirurgicales visant à « conformer l’apparence des organes génitaux au sexe masculin ou féminin » d’un mineur sans son consentement ». Il est toutefois critiqué par le Collectif intersexes et allié.e.s, seule association de personnes intersexes en France, et est finalement rejeté le 11 février suivant. En décembre 2021, à l'occasion de l'examen au Sénat de la proposition de loi visant à interdire les thérapies de conversion, deux amendements similaires, déposés par les sénatrices Mélanie Vogel (EELV) et Marie-Pierre de La Gontrie (PS), sont également rejetés. Le 15 novembre 2022, un an après la loi du 2 août 2021 relative à la bioéthique, le ministère de la Santé sort un arrêté précisant le cadre de la prise en charge des enfants présentant une variation du développement génital, notamment en imposant que ces enfants bénéficient d'un « bilan réalisé par une équipe médicale experte en centre de référence ou centre de compétences DEV-GEN (Développement génital du fœtus à l'adulte) et CMERCD (Maladies endocriniennes de la croissance et du développement) de la filière de maladies rares endocriniennes (FIRENDO) ». Les interventions chirurgicales précoces ne sont pas interdites par ces mesures. La Haute Autorité de santé avait émis un avis défavorable à cet arrêté le 10 mars 2022 entre autres en raison de l'absence de représentants d’associations des usagers agréées dans les concertations des équipes pluridisciplinaires des centres.

### Québec (Canada)
La province canadienne de Québec a modifié son Code civil en 2022 afin de prévoir que « la mention du sexe figurant à l’acte de naissance ou de décès d’une personne désigne le sexe de cette personne ou son identité de genre et que cette mention peut faire référence au qualificatif non binaire »,.

## Statistiques
En 2016, le Haut Commissariat des Droits de l'Homme des Nations unies met en avant le chiffre de 0,05 % à 1,7 % de personnes nées avec des traits intersexes.
Les statistiques sur la proportion de personnes intersexuées dans la population dépendent étroitement de la définition retenue de l'intersexuation. La proportion d'individus intersexués à la naissance est souvent mesurée par le nombre d'enfants dont l'organisme paraît assez atypique aux médecins pour les amener à corriger leur sexe par des opérations peu après la naissance.
Selon les organisations de défense des droits des personnes intersexes, le nombre de personnes intersexuées dans le monde est plus élevé que ce que les chiffres laissent voir, car d'une part, beaucoup de personnes intersexuées ne présentent pas d'ambiguïté sexuelle immédiatement visible à la naissance (et ne sont donc pas diagnostiquées comme intersexuées), et, d'autre part, car beaucoup d'hôpitaux ne procèdent pas à des opérations de réassignation sexuelle, faute de posséder un service approprié.
En 1993, un premier chiffre de 4 % de personnes intersexes dans la population avait été rapporté par la sexologue Anne Fausto-Sterling sur la base du psychologue John Money. La réfutation immédiate et la qualification par le psychologue lui-même des données comme « épidémiologiquement imprudentes » n'a pas empêché le chiffre de 4 % d'être repris dans la littérature. En 2000, la Pr Anne Fausto-Sterling estime ensuite de 1,7 % à 2 % la proportion de naissances intersexes par an.
Selon la philosophe Carrie Hull, qui a critiqué les méthodes de collecte et d'interprétation des données d'Anne Fausto-Sterling, l'estimation se situe à 0,37 % de la population. Leonard Sax parvient quant à lui à une proposition de 0,018 % de personnes intersexuées dans la population.
Un article de l’American Journal of Human Biology publié en 2000 et faisant la synthèse de la littérature médicale publiée entre 1955 et 2000 dresse des statistiques détaillées pour les différents critères possibles d'écart par rapport à un idéal-type masculin/féminin et conclut qu'environ 2 % des naissances sont concernées.
Le tableau suivant donne un aperçu de certains chiffres de prévalence de certaines variations du développement sexuel (liste non exhaustive) :
| Noms de formes d'intersexuation                                                                                 |  | Fréquence                                           |
| --- |  | --------------------------------------------------- |
| Non XX, XY, Klinefelter, ou Turner                                                                              |  | un cas pour 1 500 à 2 000 naissances (0.07-0.05 %)  |
| Syndrome de Klinefelter (47,XXY)                                                                                |  | un cas pour 1 000 naissances (0.10 %)               |
| Syndrome de Turner (45,X)                                                                                       |  | un cas pour 2 000 à 5 000 naissances (0.05-0.02 %)  |
| XYY (47, XYY)                                                                                                   |  | un cas pour 1 000 naissances(0.10 %)                |
| Tétrasomie X (48, XXXX)                                                                                         |  | pas d'estimation                                    |
| XXXY (48,XXXY)                                                                                                  |  | un cas pour 50 000 naissances (0.002 %)             |
| XXYY (48,XXYY)                                                                                                  |  | pas d'estimation                                    |
| Syndrome d'insensibilité aux androgènes (46,XY)                                                                 |  | un cas pour 13 000 naissances (0.008 %)             |
| Syndrome d'insensibilité partielle aux androgènes (46,XY)                                                       |  | un cas pour 130 000 naissances (0.0008 %)           |
| Hyperplasie surrénalienne congénitale classique (46,XY or 46,XX)                                                |  | un cas pour 13 000 naissances (0.008 %)             |
| Hyperplasie surrénalienne tardive (46,XY or 46,XX)                                                              |  | un cas pour 10 000 naissances (0.01 %)              |
| Atrésie vaginale (46,XX)                                                                                        |  | un cas pour 6 000 naissances (0.017 %)              |
| Syndrome De la Chapelle (46,XX avec gène SrY)                                                                   |  | un cas pour 20 000 naissances (0.005 %)             |
| Syndrome de Swyer (46,XY avec mutation du gène SrY)                                                             |  | pas d'estimation                                    |
| Ovotestis (45,X/46,XY mosaicism)                                                                                |  | un cas pour 83 000 naissances (0.0012 %)            |
| Idiopathique (aucune cause médicale discernable; 46,XY or 46,XX)                                                |  | un cas pour 110 000 naissances (0.0009 %)           |
| Iatrogène (causé par un traitement médical, p. ex. progestatif administré à une femme enceinte; 46,XY or 46,XX) |  | pas d'estimation                                    |
| Déficience en 5-alpha-réductase (46,XY)                                                                         |  | pas d'estimation                                    |
| Dysgénésie gonadique mixte (45,X/46,XY mosaïcisme)                                                              |  | pas d'estimation                                    |
| Müllerian agenesis (par exemple Syndrome de Rokitansky-Küster-Hauser; 46,XX)                                    |  | un cas pour 4 500 à 5 000 naissances (0.022-0.020%) |
| Dysgénésie gonadique complète (46,XY or 46,XX or 45,X/46,XY mosaïcisme)                                         |  | un cas pour 150 000 naissances (0.00067 %)          |

Les chiffres de prévalence des traits intersexués peuvent varier d'une population à l'autre en raison des causes génétiques. En République dominicaine, le déficit en 5-alpha-réductase n'est pas rare dans la ville de Las Salinas, ce qui entraîne une acceptation sociale plus grande du caractère intersexuel. Les hommes avec ce caractère sont appelés güevedoces (de l'espagnol pour « œufs à douze ans »). Douze familles sur 13 ont un ou plusieurs membres masculins de la famille concerné. L'incidence globale pour la ville était de 1 sur 90 hommes porteurs, les autres hommes étant des hommes non porteurs des gènes concernés ou des porteurs non affectés.

## Évocations dans les arts

### Littérature

#### Littérature générale
- Guy des Cars, La Maudite (1954), J'ai lu.
- Noëlle Châtelet, La Tête en bas, Seuil, 2002  (ISBN 2020416867).
- (en) Jeffrey Eugenides, Middlesex (2002), prix Pulitzer 2003. Seuil, 2004  (ISBN 2020669617).
- Jimmy Sueur, Ne m'appelez plus Julien, L'Harmattan, 2003  (ISBN 9782747537865).
- Martin Winckler, Le Chœur des femmes, P.O.L., 2009.
- Kathleen Winter, Annabel, House of Anansi Press (en), 2010  (ISBN 9780887842368).
- Zoltán Lesi, En habits de femme, Éditions Hourra, 2022

#### Littératures de l'imaginaire
- Ursula K. Le Guin, La Main gauche de la nuit, Livre de poche (21 juillet 2006),  (ISBN 2253113166). Prix Nebula du meilleur roman 1969 et Prix Hugo du meilleur roman 1970.
- Theodore Sturgeon, Vénus plus X, Vintage; 1st Vintage Books Ed edition (5 octobre 1999),  (ISBN 0375703748).

### Bande dessinée
- IS, manga de Chiyo Rokuhana, commencé en 2003.
- Un après-midi au cirque : Bande dessinée de Lacome Marcelé publiée en 1982[146]
- Déracinés : Roman graphique de Gelweo et Gildas Jaffrennou commencé en 2014[147]
- Le Requiem du roi des roses d'Aya Kanno, série commencée en 2013.
- Numéro Invalide : manga autobiographique de Lost Memory publié en 2025

### Cinéma
- Le Dernier Été de la Boyita, film argentin réalisé par Julia Solomonoff en 2009.
- Both, film péruvien réalisé par Lisset Barcellos en 2005. Prix du meilleur long métrage de fiction du 28e festival international de films de femmes de Créteil, 2006.
- Le Mystère Alexina, film français réalisé par René Féret en 1985.
- (de) Tintenfishalarm, (en) Octopus Alarm (Alerte à la pieuvre), documentaire autrichien réalisé par la journaliste Elisabeth Scharang en 2006.
- XXY, film argentino-franco-espagnol réalisé par Lucía Puenzo en 2007. Grand Prix de la Semaine de la critique, Cannes, 2007.
- Conclave, drame psychologique américano-britannique réalisé par Edward Berger, 2024.

### Documentaires télévisuels
- Entre deux sexes, reportage de François Cesalli et Florence Farion pour l'émission Temps présent (première diffusion en Suisse sur la chaîne TSR le 29 octobre 2009)
- Intersexualité, Allemagne, 2010, 52 minutes (première diffusion en France sur la chaîne Arte le 8 octobre 2010)
- Naître ni fille, ni garçon, documentaire de Pierre Combroux, 2010, 55 minutes (première diffusion en France sur la chaîne France 3 le 21 novembre 2010)
- (en) Orchids, My Intersex Adventure, documentaire australien de Phoebe Hart, 2010 autobiographique prix ATOM Award.
- Un corps, deux sexes, reportage de Mario Fossati, Eric Bellot et Florence Huguenin pour 36.9 de la télévision suisse romande, 14 novembre 2012.
- France : N'être ni fille ni garçon, Arte reportage, 28 mai 2016[148].
- Entre deux sexes, documentaire de Régine Abadia, mai 2017[149].
- Ni d'Ève ni d'Adam. Une histoire intersexe, documentaire de Floriane Devigne, octobre 2018 (68 minutes, Infrarouge, France 2)
- Océan (saison 2, épisode 5 : Intersexuation : histoire de la violence), juin 2021 (france.tv Slash)

### Séries TV
- Faking It, série télévisée américaine de comédie créée par Dana Goodman et Julia Wolov, diffusée depuis le 22 avril 2014 sur MTV. Lauren, un des personnages principaux, s'avérera être intersexuée.
- Dans la saison 4 d'American Horror Story, série d'anthologie horrifique créée par Ryan Murphy et Brad Falchuk, le personnage de Desiree Dupree apprendra à l'âge adulte qu'elle est née intersexuée.
- Chair tendre, série télévisée française créée par Yaël Langmann, diffusée depuis 2022 sur France 5 et france.tv Slash, où le personnage principal, Sasha, est une adolescente intersexe en questionnement sur son identité de genre.

## Personnalités militantes intersexes
Dans plusieurs pays, des personnes intersexes militent pour leurs droits.
- Australie
  - Tony Briffa
- Autriche
  - Alex Jürgen
- Belgique
  - Hanne Gaby Odiele
- États-Unis
  - Pidgeon Pagonis
  - Sean Saifa Wall
- France
  - Sarita Vincent Guillot
- Hong Kong
  - Small Luk
- Islande
  - Kitty Anderson
- Ouganda
  - Julius Kaggwa